# Collegio San Giuseppe - Istituto De Merode
Il collegio San Giuseppe - Istituto De Merode è una istituzione scolastica cattolica dei Fratelli delle scuole cristiane con sede a Roma, in piazza di Spagna. Presso quest'istituto è possibile frequentare la scuola primaria, la scuola media e i licei classico o scientifico.

## La storia
Il collegio nacque nel 1850 come école française a palazzo Poli, mentre l'istituto fu fondato nel 1871 da Francesco Saverio de Mérode, presso il palazzo Altemps. Furono unificati nel 1929.
Durante l'occupazione tedesca, il collegio S. Giuseppe-Istituto de Mérode si distinse, come altre scuole cattoliche romane, per la sua azione in favore degli ebrei, numerosi dei quali furono nascosti nell'istituto mescolati tra gli studenti e i docenti. Secondo la testimonianza di Dennis Walters, durante l'occupazione tedesca il San Giuseppe De Merode ha dato rifugio a una quarantina di persone tra ebrei perseguitati, ufficiali antifascisti e monarchici. In riconoscimento del suo ruolo, il preside dell'epoca, Sigismondo Ugo Barbano è stato inserito tra i Giusti tra le nazioni il 10 maggio 2017. 
Nel 2000, per il 150º anno dalla fondazione, le poste italiane hanno dedicato all'istituto un francobollo da 800 lire.

## Attività sportiva
Nel 1938 nel campetto dell'istituto nasce la squadra di pallacanestro Stella Azzurra Roma da un'idea di fratel Mario Grottanelli. 
Prima della seconda guerra mondiale, il collegio avviò una collaborazione con Rugby Roma nel settore giovanile, ottenendo buoni risultati, tra cui la vittoria nel campionato giovanile nazionale nel 1948. Nel 1946 la rosa confluì nell'Amatori Lazio per disputare il girone romano della Divisione Nazionale.